# Le Theil (Allier)
Le Theil é uma comuna francesa na região administrativa de Auvérnia-Ródano-Alpes, no departamento Allier. Estende-se por uma área de 28,5 km². Em 2010 a comuna tinha 400 habitantes (densidade: 14 hab./km²).